# Borovany (zámek)
Borovanský zámek je bývalý klášter augustiniánů kanovníků upravený na zámek v Borovanech na Českobudějovicku. Stojí v centru města v prostoru mezi ulicemi Nádražní, Petra z Lindy a Žižkovým náměstím. Barokní areál zámku je chráněn jako kulturní památka.

## Historie

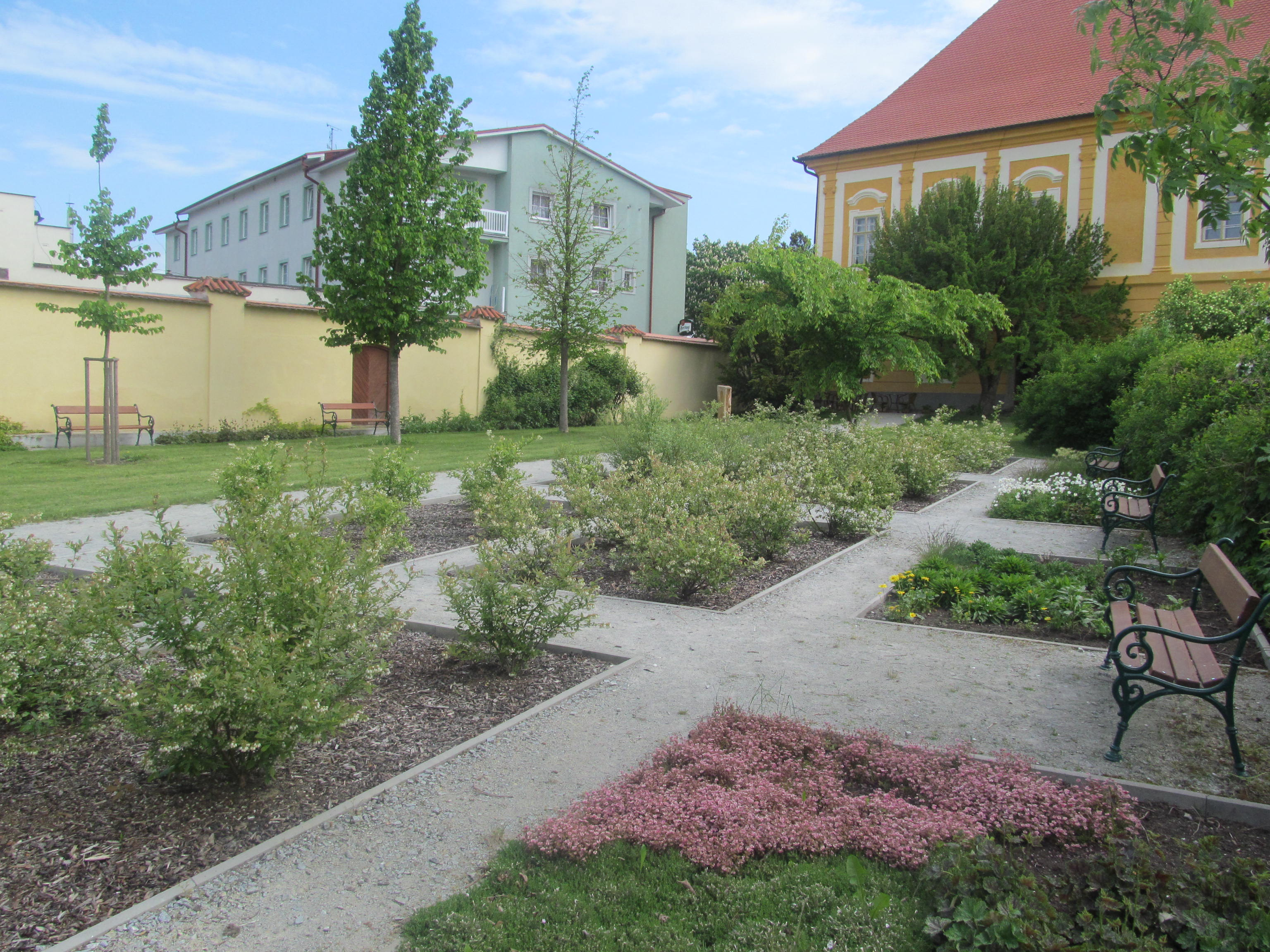
Borůvková zahrada

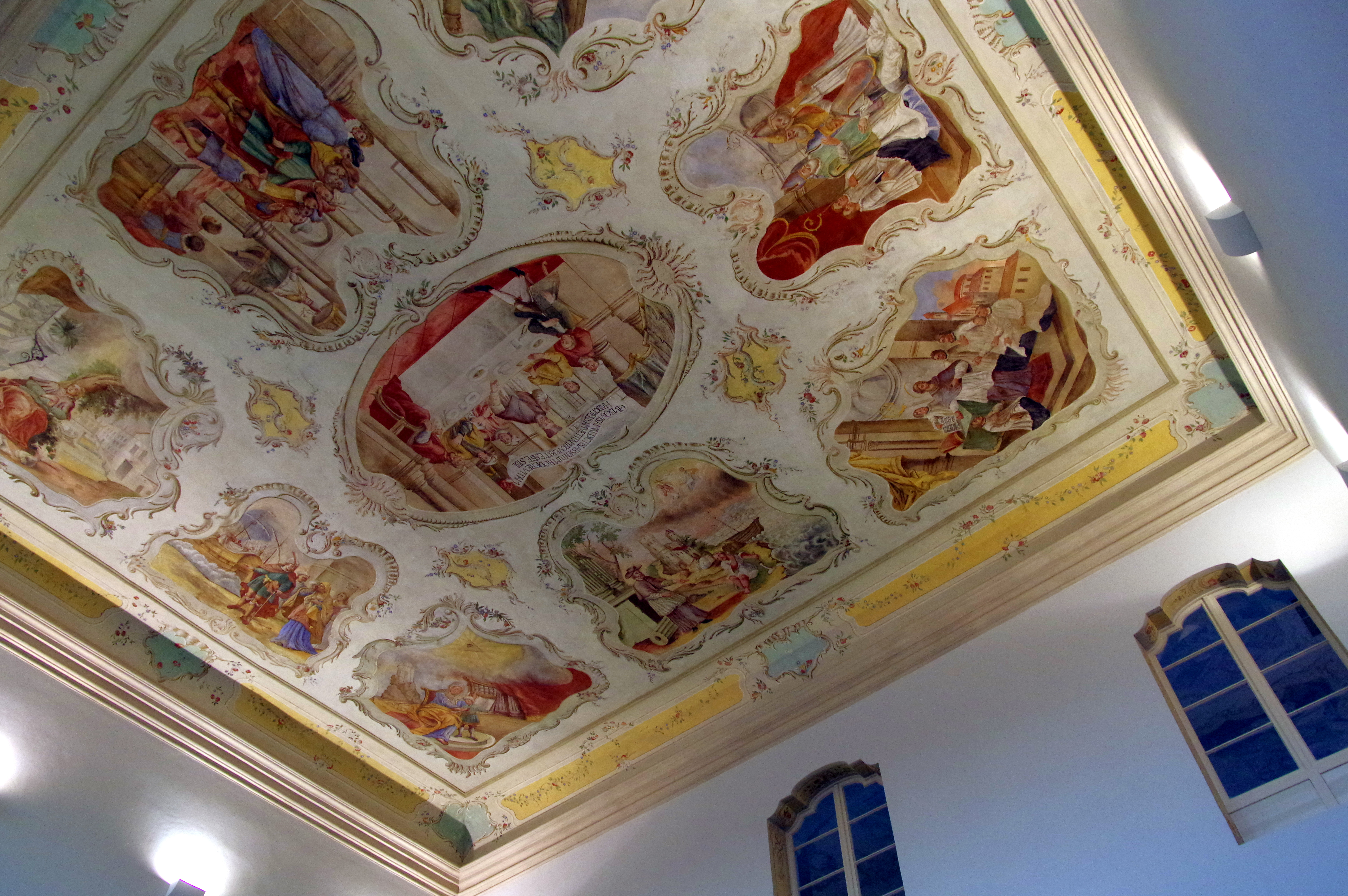
Interiér zámku

Klášter augustiniánů kanovníků založil roku 1455 Petr z Lindy, bývalý služebník Rožmberků, povýšený toho roku do šlechtického stavu. K rozhodnutí založit nový klášter jej vedlo úmrtí jediného syna. V Borovanech v té době již byl farní kostel Navštívení Panny Marie, a proto na jeho místě vznikl i augustiniánský klášter. Dne 10. srpna roku 1455 povolil král Ladislav Pohrobek stavbu kostela a prozatímních klášterních budov.[zdroj⁠?!] Podle Jaroslava Kadlece však stavbu povolil až 20. října 1455 místodržící v Čechách Jiří z Poděbrad. O tři roky později, 9. září 1458, potvrdil založení nové církevní instituce papež Pius II. Větší část stavby byla hotova v roce 1461. Šlo o dílo podunajské rožmberské huti, ale jména stavitelů nejsou známa. Klášter převzal do svého znaku Lindův erb v podobě černo-zlatého štípeného štítu a na něm zelenou lipovou ratolest se dvěma listy.
Ke klášteru patřilo mnoho pozemků: ves Hluboká a Nesměň, les Kuchyňka a Hájek a sedm rybníků s mlýnem a částí říčky Stropnice. Po Petrově smrti připadly klášteru ještě další pozemky. Souhlas se založením kláštera udělil a předchozí královské a papežské výsady potvrdil 15. března 1461 písemně král Jiří z Poděbrad.
V březnu roku 1461 přišel do Borovan probošt Zikmund (zemřel před 28. lednem 1464) s šesti bratry augustiniány-kanovníky a založili první tamní kanonii. Přišli z kanonie v Třeboni, kde řád působil pod patronátem Rožmberků skoro sto let. Vysvěcení svatostánku v kostele Navštívení Panny Marie se uskutečnilo 14. října 1464 za probošta Valentina. Stavební práce skončily až na sklonku 15. století.
Počátek života borovanské klášterní komunity byl naplněn prosperitou, klidný a beze sporů. Až na začátku 16. století začaly roztržky mezi proboštem Jakubem (1508–1517) a řádovými bratry. Klášter začal pomalu upadat kvůli dluhům, sporům se sousední šlechtou a šířením protestantské víry. Po polovině 16. století vymřeli řádoví bratři na mor a roku 1577 zemřel i šestý probošt Šimon.
Vilém z Rožmberka dosadil do čela kláštera prozatímního správce Matěje Kozku z Rynárce (1558–1564), kterému se nepodařilo ekonomický úpadek kláštera zastavit a přestal přijímat nové bratry. Protože byl klášter v zoufalém stavu, Vilém ho v roce 1564 zrušil a ujal se správy kostela.
V první polovině 17. století se začala situace lehce zlepšovat a v roce 1630 podnikl císař Ferdinand III. první kroky k obnovení borovanského kláštera. Dne 13. března 1630 uzavřel smlouvu s proboštem kláštera v Klosterneuburgu, že odtamtud budou vysláni dva bratři do Borovan. V roce 1651 byly dokončeny opravy budov a o sedm let později přišli do kláštera augustiniánští bratři a 18. listopadu 1662 byl dosazen probošt Georga Janda († 18. května 1670). Augustiniánská komunita byla zrušena dvorským dekretem císaře Josefa II. 14. listopadu 1785. Kostel byl přeměněn na farní a došlo k potvrzení prvního borovanského faráře Schwingenschlegla. V roce 1787 pozemky, budovy a celý majetek koupil kníže Jan ze Schwarzenbergu a prelaturu přestavěl na zámek – letní rezidenci svého rodu.

### Dvacáté století
Při pozemkové reformě ve dvacátých letech 20. století měl být schwarzenberský majetek v Borovanech rozparcelován a rozprodán. V této době projevilo zájem o prodej několik možných kupců, například zástupci Ústředního svazu nemocenských pokladen, štábní kapitán Musílek nebo cestoval Joe Hloucha. Zámek byl v dobrém udržovaném stavu, v tehdejších popisech se zmiňovalo, že měl ve všech místnostech podlahy a kamna, pod střechou zachovalý krov, byl částečně podsklepen a patřila k němu velká zahrada.
Nejvážnějším zájemcem byl Joe Hloucha, jehož jméno připomíná pozdějšího budějovického biskupa Josefa Hloucha. Tyto osoby však nemají nic společného. Hloucha byl známý svým zájmem o asijské umění a zejména Japonsko, které procestoval v letech 1906 a 1926. Nashromáždil velké sbírky uměleckých a historických předmět a ve dvacátých letech intenzivně řešil prostorové umístění svých neustále se rozrůstajících sbírek. Zámek v Borovanech byl pro něho vhodným objektem, proto si v polovině února 1924 přijel osobně celý objekt prohlédnout. V okamžitém prodeji celého objektu bránilo nedořešené vystěhování obyvatel a provozů. Bydleli zde lesní správce, nájemce dvora, kočí, vrátný a nacházely se zde kanceláře v nájmu lesní správy, cihelny a cvičební místnost Orla. K prodeji cestovateli nakonec nikdy nedošlo. Ještě v průběhu roku 1924 si Joe Hloucha pořídil vilu v Roztokách za severním okrajem Prahy, kterou upravil v japonském stylu a nazýval ji Sakura. Zámek tak zůstal v majetku Schwarzenbergů až do roku 1939, kdy ho koupila borovanská obec.
V prostorách zámku byla v letech 1940 až 1997 základní škola.

### 21. století
Zrekonstruovaný zámek byl v roce 2010 opět otevřen. V areálu zámku se nachází kavárna a od roku 2013 borůvková zahrada, kde je vysazeno osm druhů kanadských borůvek. Dále také bylinková zahrada, knihovna Augustina Dubenského nebo kinosál. Od rekonstrukce probíhá v zámku každý měsíc řada kulturních akcí, například výstavy, koncerty a každoroční borůvkové trhy.

## Areál kláštera

### Prelatura
Reprezentační prelatura byla vystavěna roku 1765–1768 za probošta Augustina Dubenského (ve funkci 1738–1774). Nad vjezdem do budovy se nachází rodový erb Schwarzenbergů, který tam umístili, když klášter vlastnili. Prelatura sloužila k bydlení nájemci a správci klášterního statku.

### Kostel
Kostel byl první stavbou, která se začala po založení kláštera v roce 1455 budovat na základech farního kostela. Stavba byla dokončena roku 1464 za probošta Valentina (ve funkci v letech 1464–1479). Roku 1701 nastoupil probošt Christian Preitfelder, který požádal pražského arcibiskupa o subvence ze solní pokladny na renovaci klášterních budov a kostela. Roku 1721 pořídil do kostela nové varhany a barokizoval interiér se Škapulířovou kaplí. Roku 1729 na severní straně kostela barokizoval věž cibulovitou bání a pořídil čtyři zvony. Za probošta Augustina Dubenského byl ke kostelu přičleněn presbytář s freskami Františka Jakuba v kupoli a krypta.
V roce 1747 byla na místě gotické kaple Panny Marie Karmelské vystavěna Škapulířová kaple ve slohu rokoka.

### Konvent
Po stavbě kostela se začal stavět klášter, který byl dokončen za probošta Prokopa v době prosperity křížovou chodbou kolem roku 1490. Dnes se na chodbě nachází lapidárium barokních kamenných soch včetně originálu Mariánského sloupu z Českých Budějovic. V patře je instalováno klášterní muzeum. Zbylé prostory slouží jako fara a shromažďovací prostory fary.

## Pověst
| Rok  | Počet návštěvníků |
| ---- | ----------------- |
| 2015 | 3 724             |
| 2016 | –                 |
| 2017 | 3 510             |
| 2020 | 8600 (2508)       |

Během třicetileté války proběhly 3. dubna 1619 boje i v Borovanech. Traduje se, že vojáci zpustošili kostel a odvezli odtud tři největší zvony, které prodali v Českých Budějovicích. Jeden ze zvonů zlodějům spadl z vozu a potopil se hluboko v bahně, kdy za sebou zanechal bezednou studánku. Říkalo se jí Haltýř a skutečně existovala.